# Joris Bouchaut
Joris Levy Bouchaut (Pointe-à-Pitre, 27 giugno 1995) è un nuotatore francese, specializzato nello stile libero e nel nuoto di fondo.

## Biografia
È originario della Guadalupa. Ha iniziato la sua carriera al Pôle Espoir in Guadalupa, è stato poi nuotatore con CNIC les Squales e allenato da Didier Icheck.
Ha fatto parte della spedizione francese ai Giochi del Mediterraneo di Tarragona 2018, in cui ha guadagnato il bronzo nei 1500 m stile libero, classificandosi alle spalle degli italiani Gregorio Paltrinieri e Domenico Acerenza.
Ai Giochi del Mediterraneo di Orano 2022 ha vinto l'oro nei 1500 m stile libero e l'argento nei 400 m stile libero.
In carriera ha vinto 36 medaglie nazionali ai campionati francesi di nuoto.

## Palmarès
- Giochi del Mediterraneo

Tarragona 2018: bronzo nei 1500 m sl;
Orano 2022: oro nei 1500 m sl; argento nei 400 m sl;